# 明泰陵
泰陵位于长陵西北3.5公里的笔架山，是明孝宗朱祐樘与孝康敬皇后张氏的合葬墓。